# شوربة الكراث
شوربة الكراث (الويلزية: cawl cennin) هو حساء يعتمد على البطاطس والكراث والمرق (عادة الدجاج) والكريمة الثقيلة. قد تكون المكونات الأخرى المستخدمة هي الملح والفلفل والتوابل المختلفة.
بشكل عام تقطع البطاطس إلى مكعبات وطهيها في مرق، في حين يتم تقطيع الكراث وتقليبه. بعد ذلك تخلط جميع المكونات ويمكن استخدام الثوم المعمر للتزيين.
يرتبط حساء الكراث تقليديًا بويلز، وهو عنصر مهم في المطبخ الويلزي. في رومانيا، هذا الحساء شائع ومعروف باسم Ciorbă de praz، وفي فرنسا يسمى Soupe aux poireaux. نوع واحد من حساء الكراث هو فيشيسواز، والذي يتم تقديمه باردًا بشكل عام.